# Naarda ochreistigma
Naarda ochreistigma är en fjärilsart som beskrevs av George Francis Hampson 1893. Naarda ochreistigma ingår i släktet Naarda och familjen nattflyn. Inga underarter finns listade i Catalogue of Life.